# Estación Las Trojas
Las Trojas es una estación ferroviaria ubicada en la localidad del Cañada de Gómez, en el Departamento Iriondo, Provincia de Santa Fe, Argentina.

## Servicios
La estación corresponde al Ferrocarril General Bartolomé Mitre de la red ferroviaria argentina.
Se encuentra actualmente sin operaciones de pasajeros, sin embargo por sus vías transitan los servicios Retiro - Córdoba de la empresa estatal Trenes Argentinos Operaciones, aunque no hace parada en esta.